# 胡笳十八拍

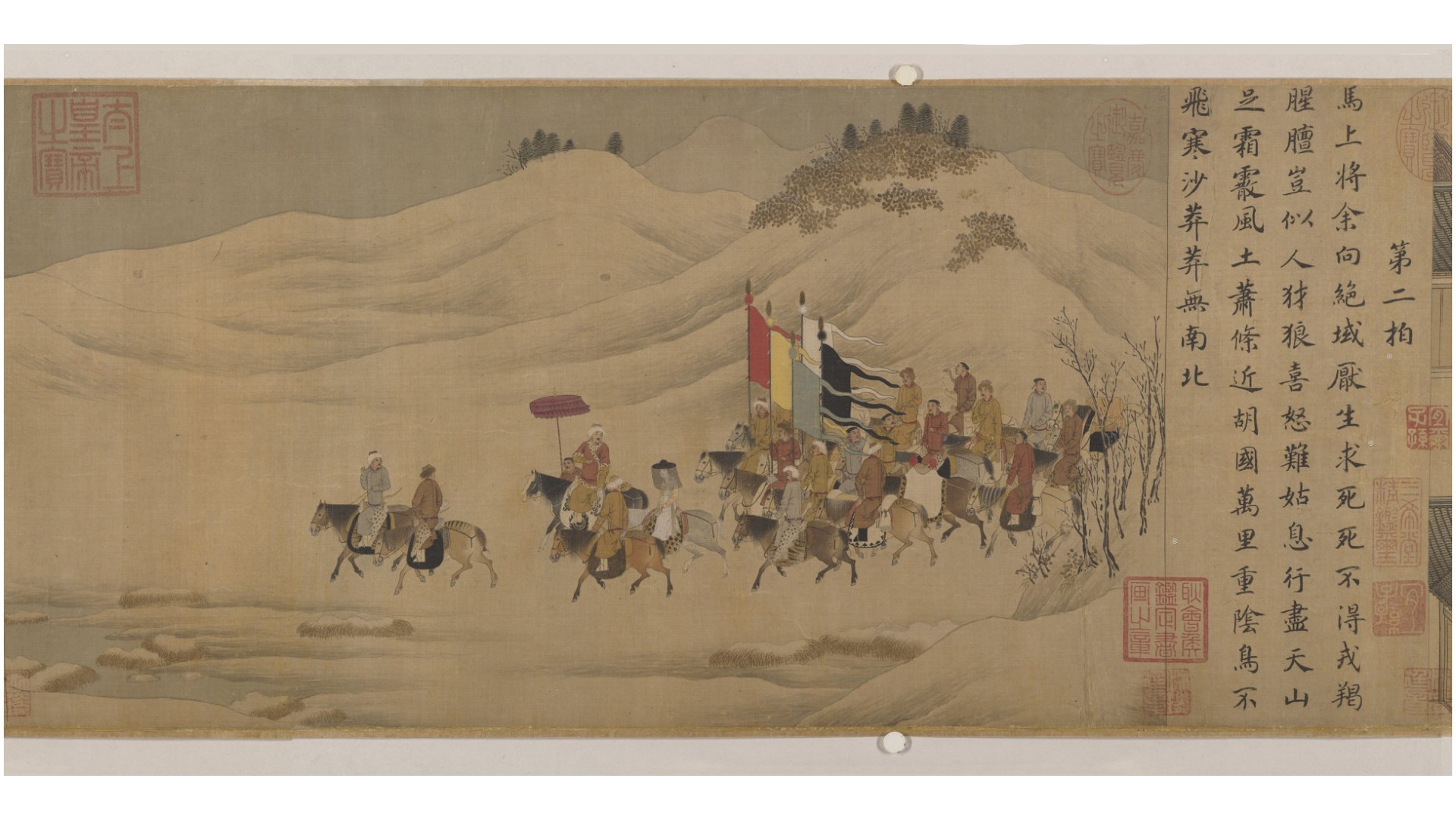
明代佚名《胡笳十八拍卷》，大都会博物馆藏

〈胡笳十八拍〉，簡稱〈胡笳〉，中国乐府诗，古琴曲，相传为东汉末年蔡文姬以胡笳音色融入古琴中而作成，流传有“大胡笳”和“小胡笳”等多个版本，最早見於《神奇秘譜》。

## 历史
于魏晋以后逐渐演变成为两种不同的器乐曲，称“大胡笳鸣”、“小胡笳鸣”。需注意的是明朝万历年间孙丕显《琴适》中的“胡笳十八拍”，是由蔡琰的〈胡笳十八拍〉（我生之初尚无为）骚体诗为词组成的琴歌，有十八段。而《神奇秘谱》本中的器乐曲
〈大胡笳〉是以唐李商的〈胡笳十八拍〉诗句作为段落小标题。大小胡笳两曲与琴歌「胡笳十八拍」除了定弦相同外，在音乐上完全没有关系。而大、小胡笳具有类似的定弦法、乐曲结构、乐句型、以及指法运用，可以确认两曲系出同源。
朱权在《神奇秘谱》中收录了〈大胡笳〉和〈小胡笳〉，琴曲解题原文为：臞仙按《琴史》曰：「漢書載蔡琰字文姬，蔡邕之女也。博學有才辯，又妙於音律。其父邕夜彈琴絃絕，琰聞之曰，第一絃也，復斷聞之曰，第四絃也，父甚異之。後適河東衛仲道，夫亡歸寧於家。漢末大亂，琰為胡騎所掠，入番為王后十二年，生二子，王甚重之。春月登胡車，琰感笳之音，作詩言志曰，胡笳動兮邊馬鳴，孤雁歸兮聲嚶嚶。後武帝與邕有舊勑大將軍，贖文姬歸漢，二子留胡中。後胡人思慕文姬，乃捲蘆葉為吹笳奏哀怨之音。後唐董庭蘭，善為沈家聲、祝家聲，以琴寫胡笳聲，為大、小胡笳是也。」从其琴曲描述的情境可以看出，全曲的基调委婉悲伤，撕裂肝肠 。其中〈小胡笳〉記載在上卷「太古神品」中，为失传之古谱，明初幾乎無人會彈，吴文光的《神奇秘谱乐诠》中打谱为六段；大胡笳則見於「霞外神品」，是朱權自己曾習彈過的，吴文光的《神奇秘谱乐诠》中打谱为十八段。
长篇骚体诗〈胡笳十八拍〉最早见于宋代郭茂倩的《乐府诗集》，后在朱熹的《楚辞集注·后语》卷三中也有记载，但是两本书记载的内容小有出入，至于作品是否是蔡琰所作，学术界争议颇大。後曾改編為管子（仿胡笳）獨奏曲，以及聲樂和國樂團合奏曲。

## 版本
古琴曲有12首含有“胡笳”二字，即〈大胡笳〉、〈小胡笳〉、〈小胡笳十九拍〉、〈胡笳十八拍〉、〈别胡儿〉、〈忆胡儿〉、〈胡笳明君〉、〈小胡笳鸣〉、〈大胡笳鸣〉、〈胡笳五弄〉、〈胡笳调〉、 〈胡笳声〉。但只有〈大胡笳〉、〈小胡笳〉、〈胡笳十八拍〉 留存至今，而三者之間相似度也較高。

### 常見版本
- 器樂曲〈胡笳十八拍〉：《五知齋琴譜》本，管平湖、姚丙炎、吳兆基、吳景略、吳文光等人演奏。
- 琴歌版〈胡笳十八拍〉：《琴適》本，陳長林整理。[14]
- 〈大胡笳〉：《神奇秘譜》本，管平湖、姚丙炎、吳文光、陳長林、龔一等人打譜並演奏。[9][14][15]
- 〈小胡笳〉：《神奇秘譜》本，姚丙炎、吳文光打譜並演奏。[9][15]